# Делонде
Делонде (Джолынджа) — река на Дальнем Востоке России, протекает в Северо-Эвенском районе Магаданской области. Правый приток Омолона.
Исток реки расположен на склоне горы Колымского хребта на высоте около 1300 м. Протекает в северном направлении. Поселений на реке нет. Устье реки расположено в 1093 км по правому берегу реки Омолон. Длина реки — 16 км.
Название в переводе с эвен. Дёлында — «каменушка».